# Comisia Mixtă de Dialog Teologic Catolic-Ortodox

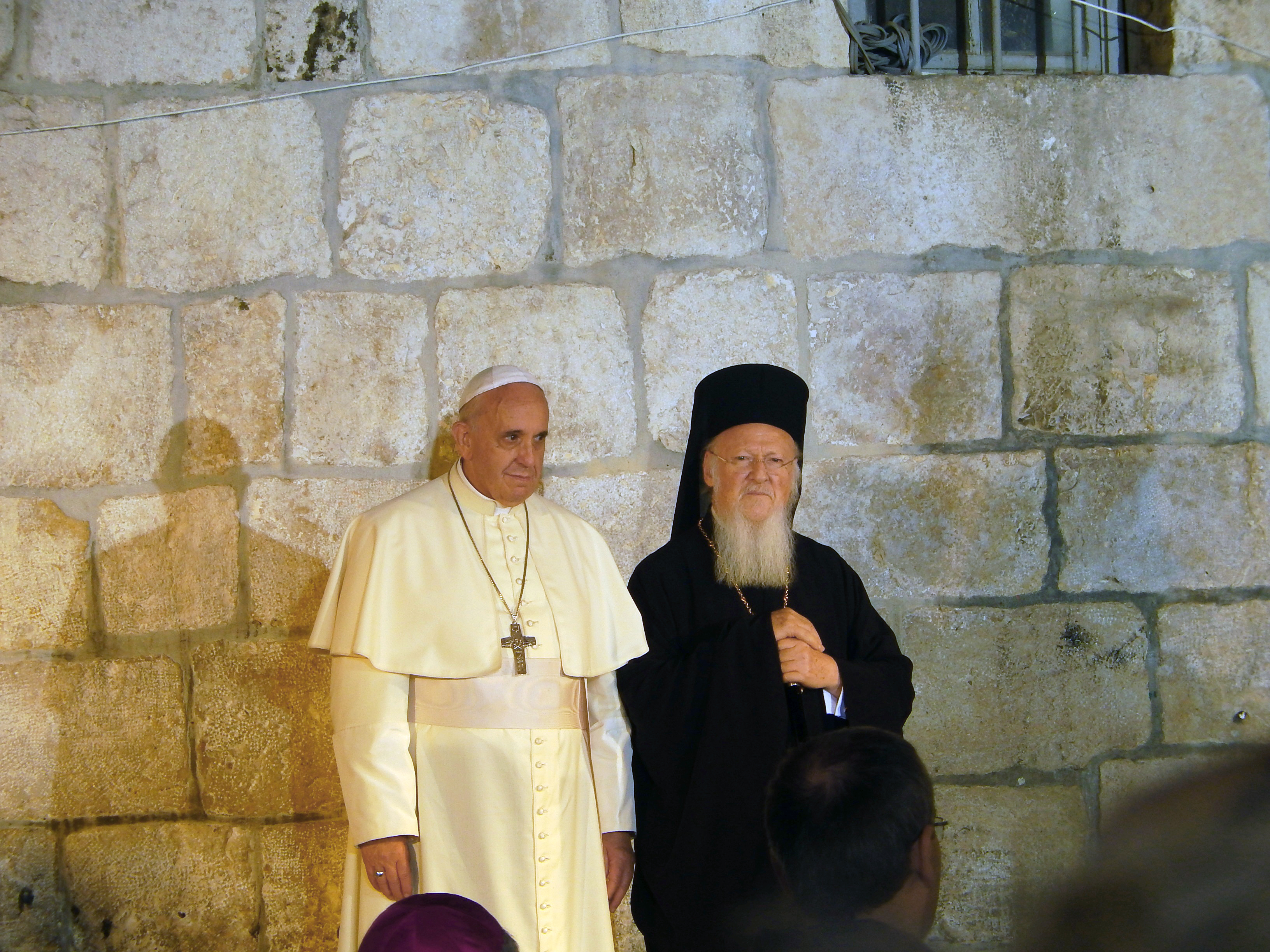
Papa Francisc și patriarhul Bartolomeu la Ierusalim (2014)

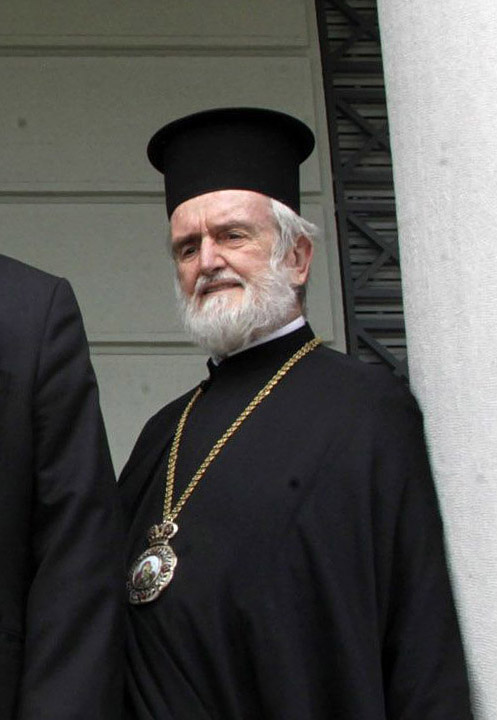
Ioannis Zizioulas

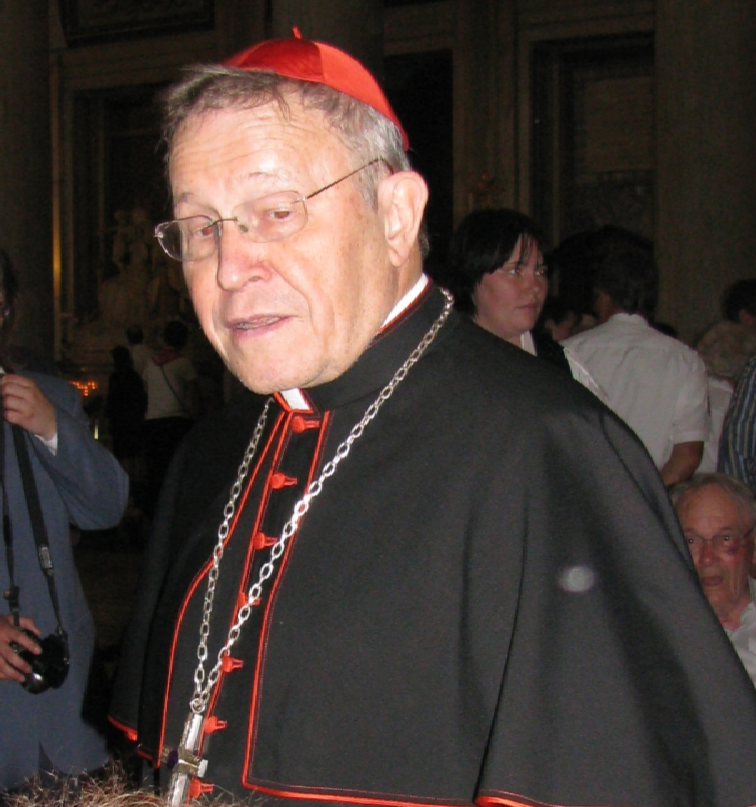
Walter Kasper

Comisia Mixtă de Dialog Teologic Catolic-Ortodox este cadrul oficial în care teologi catolici și ortodocși caută soluții pentru realizarea unității dintre Biserica Catolică și Biserica Ortodoxă. Comisia s-a constituit ca urmare a declarației comune a papei Ioan Paul al II-lea și a patriarhului Demetrios I, declarație făcută pe 30 noiembrie 1979 la Constantinopol.

## Sesiuni plenare ale comisiei
- 1980: Patmos și Rhodos,
- 1982: München,
- 1984: Creta,
- 1986-1987: Bari,
- 1988: Valaam,
- 1990: Freising,
- 1993: Mănăstirea Balamand,
- 2000: Baltimore,
- 18-25 septembrie 2006: Belgrad,
- 8-15 octombrie 2007: Ravenna,
- 18-23 octombrie 2009: Paphos, Cipru,
- 20-27 septembrie 2010: Viena,
- 15-23 septembrie 2014: Amman,
- 2016: Chieti, Italia,
- 1-7 iunie 2023: Alexandria, Egipt.

## Membri ai comisiei
Comisia este alcătuită din 60 de membri, dintre care jumătate catolici și jumătate ortodocși. Copreședinți ai întâlnirilor de al începutul anilor 2000 au fost cardinalul Walter Kasper și mitropolitul Ioannis Zizioulas.
În prezent copreședinții comisiei sunt cardinalul Kurt Koch și mitropolitul Iov Getcha⁠(en)[traduceți]. Membru delegat din partea Bisericii Ortodoxe Române este mitropolitul Iosif Pop.

## Întâlnirea de la Amman
A treisprezecea sesiune plenară, din anul 2014, urma să aibă loc inițial în Serbia, cu Biserica Ortodoxă Sârbă drept gazdă a întâlnirii. Sesiunea a fost amânată și mutată la Amman, în Iordania, cu Patriarhia Greacă a Ierusalimului drept gazdă. În preajma sesiunii de la Amman a avut loc la București o întâlnire între patriarhul Daniel și mitropolitul Ilarion Alfeiev, conducătorul Departamentului de Relații Externe din cadrul Bisericii Ortodoxe Ruse.
În data de 22 septembrie 2014, concomitent cu lucrările comisiei, agenția rusă Interfax a dat publicității un interviu cu mitropolitul Ilarion Alfeiev, în care acesta critică atitudinea provestică a Bisericii Greco-Catolice din Ucraina și califică bisericile greco-catolice drept „rană deschisă în trupul creștinătății.” Biserica Ortodoxă Rusă a blocat adoptarea documentului de convergență elaborat de comisia pregătitoare și a repus în discuție un document deja adoptat în 2007 la Ravenna, despre natura Bisericii. Delegația Bisericii Ortodoxe Ruse s-a retras în 2007 de la lucrările plenare, din cauza unei divergențe cu Patriarhia de Constantinopol cu privire la jurisdicția canonică asupra Bisericii Ortodoxe din Estonia.